# Joannis Orlandos
Joannis Orlandos (gr. Ιωάννης Ορλάνδος; ur. 1770 na Spetses, zm. 1852 na Hydrze) – grecki parlamentarzysta. Deputowany do czterech pierwszych zgromadzeń narodowych z Epidauros, Astros (któremu przewodził od 26 kwietnia do 22 maja 1823 roku), Trojzenu i Argos.